# Castello di Pennard
Il castello di Pennard (in inglese: Pennard Castle) è un castello in rovina situato nei pressi del villaggio gallese di Pennard, nella penisola di Gower (area di Swansea, Galles sud-orientale) e realizzato tra gli inizi del XII secolo e la fine del XIII secolo o gli inizi del XIV secolo. Fu la residenza dei signori di Gower.
Il castello è classificato come edificio di II grado.

## Storia
La fortezza originaria fu fatta probabilmente costruire agli inizi del XII secolo da Henry de Beaumont, I conte di Warwick, che dal 1107 era divenuto signore di Gower. L'edificio originario era costituito da un forte circolare in legno circondato da un fossato.
L'edificio fu in seguito ricostruito in pietra alla fine del XIII secolo agli inizi del XIV secolo probabilmente per volere del barone William de Braose, membro della famiglia Braose, che era divenuta proprietaria della signoria di Gower nel 1203. A William de Braose il castello venne confiscato da re Edoardo II nel 1320, in quanto il barone avrebbe voluto cedere l'edificio al proprio genero John de Mowbray, senza prima aver ottenuto il permesso della Corona.
Nel 1321 il castello divenne comunque di proprietà della famiglia Mowbray. Sotto i Mowbray sorse attorno al castello un villaggio (che comprendeva anche una chiesa dedicata a Santa Maria), di cui non è rimasta traccia.
L'edificio fu poi abbandonato, probabilmente tra la fine del XIV secolo e gli inizi del XV secolo. Nel 1650 il castello è descritto come una "fortezza in rovina", anche se apparve successivamente in un'incisione realizzata nel 1741 dai fratelli Buck con le mure pressoché intatte.
Il castello di Pennard venne inserito nella lista dei monumenti britannici classificati il 3 giugno 1964.

## Architettura
Il castello si erge nella valle del Pennard Pill, su un promontorio che domina la Three Cliffs Bay e Pennard Burrows.
L'edificio è costituito da due torri ed è una sorta di imitazione in miniatura dei castelli fatti realizzare nel nord del Galles da Edoardo I d'Inghilterra.

## Leggende
Secondo una leggenda, il proprietario del castello avrebbe negato a delle fate del posto la possibilità di danzare al suo matrimonio e queste si sarebbero vendicate facendo distruggere l'edificio da una tempesta.